# Дымок
«Дымок» — песня казахстанского исполнителя Ицыка Цыпера, выпущенная 11 августа 2023 года на лейбле Icykcyperpro. В СМИ жанр песни описали как «хаус-шансон» — типичная блатная лирика, положенная на современный электронный ритм.

## История
Песня и видеоклип вышли 11 августа 2023 года. После роста популярности в январе 2024 года, общественная организация «Ветераны России» обратились в Генпрокуратуру России с просьбой запретить песню из-за пропаганды наркотиков. 2 февраля 2024 года видеоклип был заблокирован на YouTube для пользователей из России по требованию государственных органов. Позже блокировка с видеоклипа была снята.

## Содержание композиции
Композиция «Дымок» состоит из блатного мотива и простой электронной аранжировки (с некоторыми отсылками к евродэнсу, гэриджу и хаусу). В песне лирический герой повествует о том как он проводит день в компании своих друзей («кентов»), пива и марихуаны.
В нескольких строчках первого куплета герой композиции рассказывает, как он сделал косяк и поделился впечатлениями о первой затяжке, а также неоднократно проводит сравнение доступной ему марихуаны с афганской, вынося неутешительный вердикт в отношении употребляемой: «афганка — та повеселей». Также герой рассказывает о том, как он «курнул, ну, вроде не навоз», а его друг («кентишка») «дунул паровоз», после чего его «прибило, сука, аж до слёз».

## Успех
Спустя 5 месяцев после релиза песни, в январе 2024 года она начала набирать популярность и попадать в различные чарты, занимая первое место в чарте VK Музыка и Apple Music, также видео стало популярно в TikTok и Instagram. За несколько недель видеоклип на песню набрал более 8 миллионов просмотров на YouTube, к январю 2024 года клип набрал более 17 миллионов просмотров. Издание «Радио Свобода» отмечает, что на музыканта в начале 2024 года было подписано 3 тысячи человек, а на момент блокировки клипа в России — 168 тысяч.

## Чарты

### Ежедневные чарты
| Чарт (2024)                   | Высшая позиция |
| ----------------------------- | -------------- |
| Мир (Яндекс Музыка)           | 2              |
| Россия (Apple Music)          | 1              |
| Москва (Apple Music)          | 1              |
| Санкт-Петербург (Apple Music) | 1              |
| Мир (VK Музыка)               | 1              |

### Еженедельные чарты
| Чарт (2024)     | Высшая позиция |
| --------------- | -------------- |
| Россия (Shazam) | 2              |